# Tmesisternus dohertyi
Tmesisternus dohertyi là một loài bọ cánh cứng trong họ Cerambycidae.